# Zolusjka (film fra 2012)
|  | For den russisk/ukrainske film fra 2002, se Zolusjka (film fra 2002) |
Zolusjka (russisk: Zолушка, dansk: Askepot) er en russisk spillefilm fra 2012 af Anton Bormatov.

## Medvirkende
- Kristina Asmus - Masja Krapivina
- Nikita Jefremov - Pasja
- Artjom Tkatjenko - Aleksej Korolevitj
- Nonna Grisjajeva - Agnia Bordo
- Margarita Isajkova